# Fako (departament)
Departament Fako – departament w Regionie Południowo-Zachodnim w Kamerunie ze stolicą w Limbé. Na powierzchni 2 093 km² żyje około 367,8 tys. mieszkańców.